# Fundación Educatio Servanda
La fundación Educatio Servanda es una institución, sin ánimo de lucro, fundada en el año 2006 por Juan Carlos Corvera y Silvia Cano. Tiene como objeto servir la promoción de la educación en conformidad con los principios de la Iglesia Católica. 
Educatio Servanda no pertenece a ningún movimiento, ni asociación, ni congregación de la Iglesia. Nace por iniciativa de sus fundadores y un grupo de laicos comprometidos con la educación católica, provenientes de diferentes realidades asociativas y parroquiales. No es un movimiento de laicos, son laicos en movimiento.
Para desarrollar sus fines, Educatio Servanda desarrolla obras educativas propias, acompaña a otras obras educativas existentes y promociona todo tipo de actividades integrando los campos de la enseñanza, la familia y la vida, la cultura y el tiempo libre y la presencia en la Vida Pública, en un mismo proyecto educativo católico.

## Obras e iniciativas
Como institución católica laical, compatibiliza la gestión unificada a nivel nacional de las obras educativas con la incardinación de cada una de ellas en sus diócesis de pertenencia, mediante la presencia institucional y el acompañamiento pastoral de los obispos diocesanos.
Educatio Servanda es la entidad titular de la red de centros educativos Juan Pablo II. En la actualidad cuenta con siete colegios concertados y tres centros de Formación Profesional distribuidos en seis diócesis españolas, también, a través de un convenio con la Fundación La Santa Espina, la Consejería de Agricultura y Medio Ambiente y el Arzobispado de Valladolid está al cargo del Monasterio de La Santa Espina, un monasterio del siglo XII, cuyo nombre deriva de la reliquia, una espina de la corona de espinas que portó el propio Jesucristo, que se alberga en su interior.
Además, entre otras iniciativas, es la promotora de los Congresos de Familias y Docentes Católicos de los que ya ha desarrollado once ediciones anuales, un Centro de Estudios Musicales y multitud de actividades de formación y recreo para familias. Cada año celebra una gala para la entrega de sus Premios Educatio, que otorgan a personalidades destacadas de la sociedad civil. Asimismo, organiza el Máster Propio en Dirección de Centros Católicos, cuya primera edición se ha puesto en marcha en marzo de 2022.
- Datos: Q111721278